# トワイライト・ドリーム
『トワイライト・ドリーム』は、河合奈保子が1981年5月10日にリリースした2枚目のオリジナル・アルバムである。(LP: AF-7048)

## 解説
- ピクチャーレーベル仕様である。
- ジャケット、レーベルの写真は、小学館、学研の提供であった。
- 「愛してます」、「17才」は、シングル盤とは別バージョンである。
- カセットテープ(CAR-1046)はカセット本体のラベル「Side A」「Side B」ではなく「SIDE 1」「SIDE 2」という表記になっている。歌詞カードはSIDE 1を「💛」、SIDE 2を「💛💛」という💛マークで表記している。収録時間はSIDE 1とSEDE 2の合計で36分49秒である。
- カセットテープ(CAR-1046)の紙製の外ケースには、写真提供/雑誌「マイアイドル」と記してある。

## 収録曲
- 特記以外全編曲：船山基紀

SIDE A
1. 愛してます
作詞：伊藤アキラ／作曲：川口真
2. Hello Goodbye
作詞：伊藤アキラ／作曲：水谷公生
3. Mr.パイロット
作詞：伊藤アキラ／作曲：川口真
4. そしてシークレット
作詞：伊藤アキラ／作曲：川口真
5. キャンディ・ラブ
作詞：竜真知子／作曲：水谷公生

SIDE B
1. ハートはもう春
作詞：竜真知子／作曲：水谷公生
2. イチゴタルトはお好き?
作詞：伊藤アキラ／作曲：川口真
3. 17才
作詞：竜真知子／作曲：水谷公生
4. ふたりのWonderland
作詞：三浦徳子／作曲：川口真
5. Twilight Dream
作詞：三浦徳子／作曲・編曲：馬飼野康二